# Ken Weatherwax
Kenneth Weatherwax (Los Angeles, 29 de setembro de 1955 — West Hills, 7 de dezembro de 2014) foi um ator norte-americano. Seu maior papel foi o Feioso Addams (Pugsley Addams) na série de televisão Família Addams.

## Filmografia
- Wagon Train (1964)
- The Addams Family (1964-1966)
- The Addams Family: The Animated Series (1973)
- Halloween with the New Addams Family (1977)

## Morte
Kenneth sofreu um ataque cardíaco no dia 7 de dezembro de 2014 aos 59 anos. Esta sepultado no Valhalla Memorial Park Cemetery.